# Pelayo de Oviedo

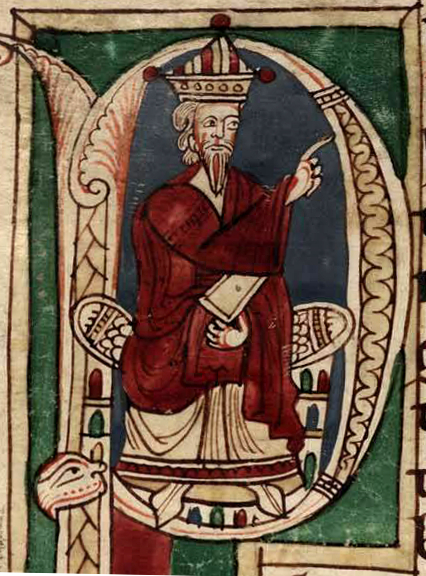
Detalle del folio 18 recto del manuscrito 2805 de la Biblioteca Nacional de España, del siglo XII, que contiene una versión del libro de las crónicas del obispo Pelayo o Corpus pelagianum, la denominada Compilación A. La miniatura es una Inicial P decorada con un obispo.

Pelayo, conocido como Pelayo, obispo de Oviedo (muerto en Oviedo en 1153), fue un clérigo, político e intelectual del reino de León, consejero del rey Alfonso VI, historiador, predicador brillante y uno de los primeros cronistas de nombre conocido. Fundó el Archivo de la Catedral de Oviedo y mandó recopilar y escribir las donaciones o testamentos en un libro de ciento trece páginas al que se le llamó Libro gótico por estar escrito con caracteres isidorianos.
Posiblemente fue monje benedictino en Sahagún, de donde Alfonso VI lo promovería a obispo de Oviedo, cargo que ocupa entre 1101 y 1130 en que Alfonso VII le obligó a renunciar en el Concilio de Carrión, quizá por haberse opuesto a su matrimonio con Berenguela o por su apoyo a una rebelión de parte de la nobleza contra el monarca. Tras la muerte de Alfonso VI, siguió el partido de la reina Urraca. En este reinado (año 1115) convocó un Concilio en la Catedral de Oviedo, cuyos acuerdos fueron sancionados por la reina Urraca, hija de Alfonso VI y de la reina Constanza de Borgoña, que asistió acompañada de su hermana Teresa de León viuda del conde Enrique de Borgoña y madre de Alfonso I de Portugal, que fue el primer rey de ese país, más conocido como  Alfonso Enríquez, y al que también asistieron varios obispos. Recuperó brevemente su sede entre 1142 y 1143 en circunstancias históricas no aclaradas.
Previamente a su consagración, había mediado en el pleito entre el arzobispado de Oviedo y el de Burgos. El papa Pascual II escribió unas cartas fechadas el 21 de septiembre de 1105 por las que declaraba que la iglesia de Oviedo dependía directamente de la «Silla Apostólica», por lo que estaba exenta de la jurisdicción de cualquier otro obispo metropolitano, y a la vez le concedía el privilegio del uso del palio. Después de veintiocho años de fructífero pontificado renunció a la sede episcopal. En su pontificado la iglesia dio un gran donativo a la reina Urraca para luchar contra los musulmanes.
Reedificó de forma brillante la parte anterior de la Cámara Santa respetando la parte donde están las reliquias, es decir, la parte posterior, conservándola tal y como estaba en el tiempo del rey. También restauró la capilla del rey Casto, consagró la iglesia de Santa Eulalia de las Dorigas en el concejo de Salas, restauró y volvió a consagrar la iglesia del monasterio de Santo Adriano de Tuñón, en la parroquia de Tuñón en el concejo de Santo Adriano que había sido edificada por el rey Alfonso III el Magno y que posteriormente fue abandonada. Otra obra que se le atribuye es la estatua de El Salvador que se venera en la columna lateral derecha del crucero de la Catedral de Oviedo, así como la torre sur de dicho templo.

## Obra

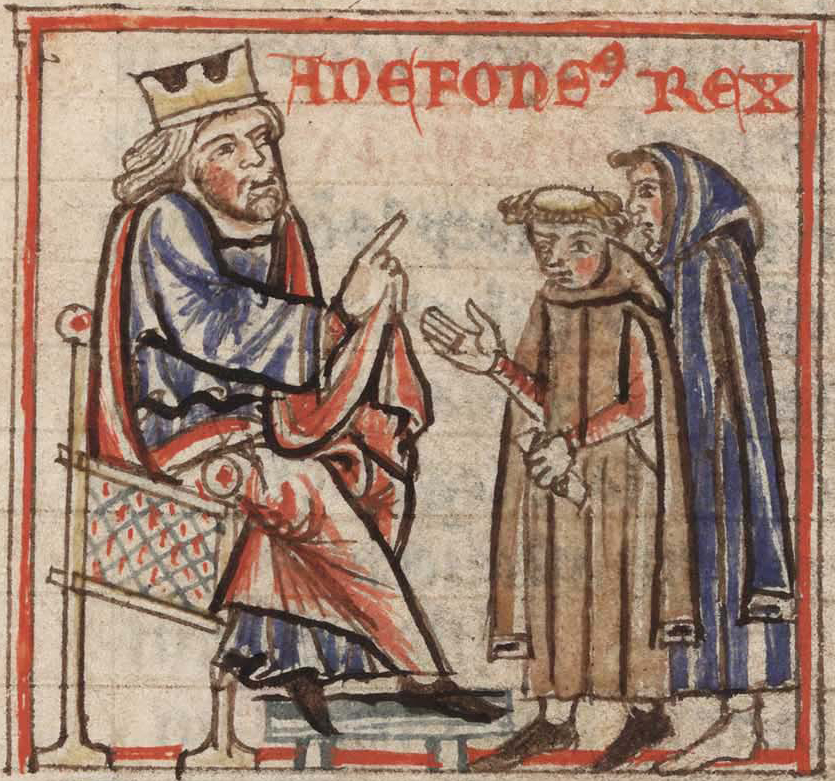
Alfonso VI en una miniatura del manuscrito 1513 de la Biblioteca Nacional de España, folio 67 vuelto. Representa una escena del Chronicon regum legionensium del obispo Pelayo (parte final de su Liber chronicorum, escrita por él mismo) en la que Alfonso VI, alcanzado el poder, se apresura a enviar legados al papa Gregorio VII para solicitar la incorporación de la iglesia española al rito romano en 1076, todo ello según la particular visión histórica del obispo de Oviedo.

### Corpus pelagianum
Hacia 1119 reanudó la crónica de Sampiro, para el periodo que va desde el reinado de Bermudo II de León hasta la muerte de Alfonso VI (1040–1109). La exactitud y neutralidad de esta crónica está bastante discutida.
El Chronicon original de Pelayo se compuso como continuación de una serie de crónicas que reunió y copió en sus versiones definitivas en el Liber chronicorum, la parte principal del Corpus pelagianum. Este incluye la Historia Gothorum de Isidoro de Sevilla, la Chronica ad Sebastianum y el Chronicon de Sampiro. La crónica de Pelayo se completó en algún momento posterior a 1118, ya que se refiere al matrimonio de Elvira de León, hija de Alfonso VI, con Roger II de Sicilia en ese año. Pelayo es la fuente más importante para la división del reino que tuvo lugar tras la muerte de Fernando I de León. Algunos autores atribuyeron al obispo Pelayo la paternidad de la Hitación de Wamba, una relación apócrifa, fechada supuestamente en el siglo VII, en la que se detallaba la división territorial de las diócesis españolas en tiempos de los visigodos, incluida en el Liber chronicorum; posteriormente se descubriría su error, pues varios códices anteriores a la época de Pelayo ya incluían dicho documento.

### Liber testamentorum
Pelayo también dispuso que todos los documentos judiciales relativos a su diócesis se recopilaran y copiaran en el Liber testamentorum. Aunque contiene documentos falsificados, inventados e interpolados con el fin de favorecer las reclamaciones de la sede ovetense, sigue siendo una importante compilación para la investigación histórica. Se ilustró con miniaturas coloristas de estilo románico, que constituyen uno de los más importantes ejemplos de pintura de su época.
| Predecesor: Martín I | Obispo de Oviedo 1101-1129 | Sucesor: Alonso |